# Домченко Владислав Анатолійович

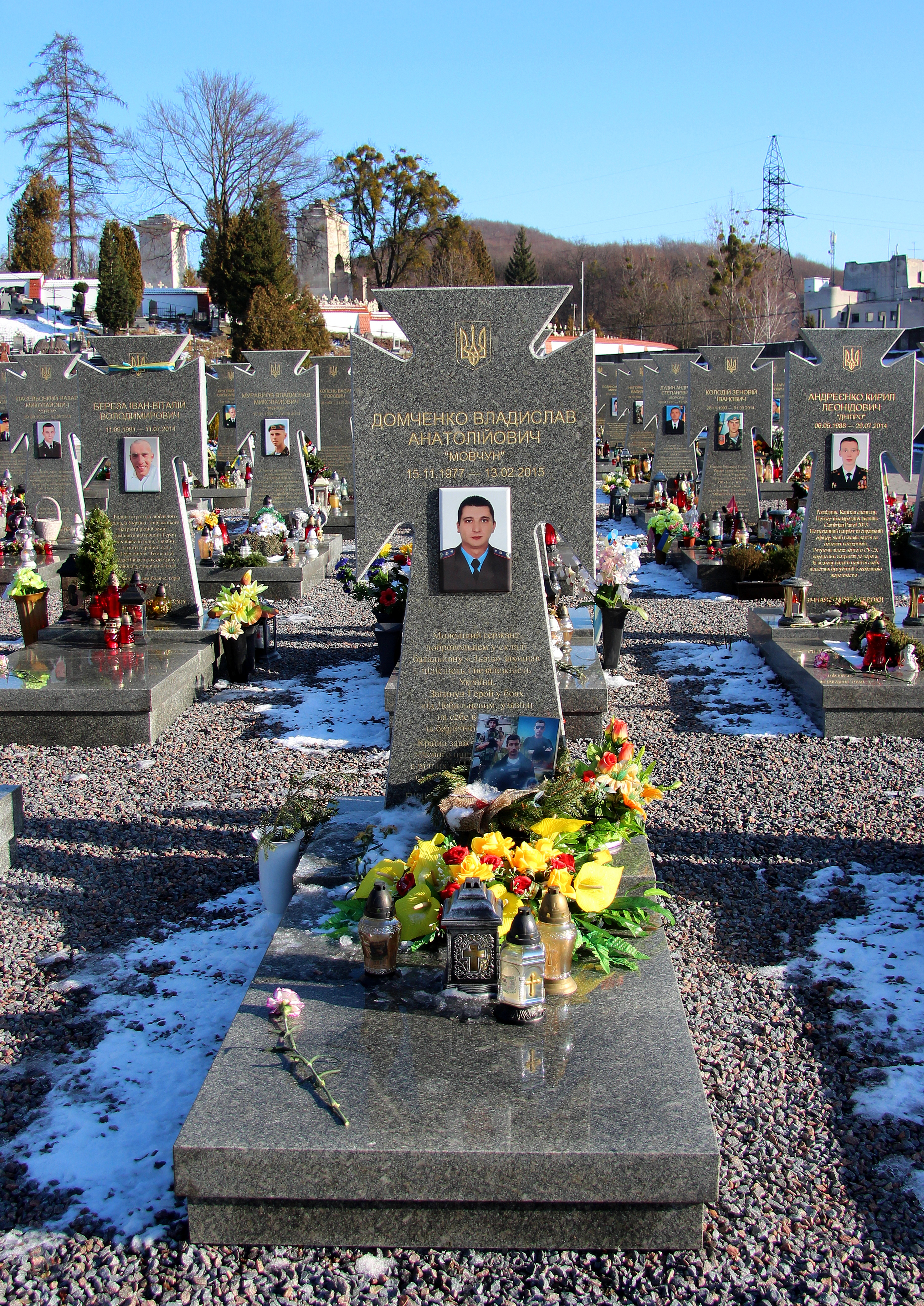

Владисла́в Анато́лійович До́мченко (нар. 15 листопада 1977 — 13 лютого 2015) — комбатант міліції України.

## Життєвий шлях
Владислав Домченко був єдиним сином у родині. Закінчив школу в селі Стрілки Старосамбірського району. У Міжрегіональному вищому професійному училищі автомобільного транспорту та будівництва м. Львова здобув професію «Слюсар з ремонту автомобілів».
Після закінчення училища понад 17 років працював у різних охоронних структурах.
У часі війни — молодший сержант міліції, боєць батальйону патрульної служби міліції особливого призначення «Львів». Служив у батальйоні «Львів» з серпня 2014-го.
Загинув 13 лютого 2015-го під час виконання бойового завдання у Дебальцевому. Після артобстрілу вважався зниклим безвісти, у тому ж бою загинув Ігор Лехмінко.
У липні 2015-го ідентифікований серед загиблих. Поховання відбулося 22 липня на Личаківському цвинтарі, Поле почесних поховань № 76.
Без чоловіка лишилась дружина Оксана.

## Нагороди та вшанування
- Указом Президента України № 157/2016 від 15 квітня 2016 року — орденом «За мужність» III ступеня (посмертно)[1]
- 2 грудня 2016 року на фасаді будинку школи-інтернату в селі Стрілки Самбірського району Львівщини відбулось відкриття меморіальної дошки бійцю батальйону «Львів» Владиславу Домченку.
- 30 грудня 2016 року у Міжрегіональному вищому професійному училищі автомобільного транспорту та будівництва встановили меморіальну дошку випускнику училища Владиславу Домченку.